# Dimbi Tubilandu
Dimbi Tubilandu (né le 15 mars 1948 à l'époque au Congo belge, aujourd'hui en République démocratique du Congo et mort le 17 juin 2021 à Kinshasa) est un joueur de football international congolais (RDC), qui évoluait au poste de gardien de but.

## Biographie

### Carrière en sélection
Avec l'équipe du Zaïre, il joue 2 matchs en 1974.
Il figure dans le groupe des sélectionnés lors de la Coupe du monde de 1974. Lors du mondial organisé en Allemagne, il joue contre la Yougoslavie lorsqu'il remplace le gardien titulaire après 21 minutes et que le score est déjà de 3 à 0 pour l'équipe des Balkans. Concédant un goal dès sa première intervention, il ne peut éviter le naufrage total (9-0).
Il participe également à la Coupe d'Afrique des nations de 1974 remportée par son équipe.

## Palmarès
Zaïre
- Coupe d'Afrique des nations (1) :
  - Vainqueur : 1974.